# Amy Cragg
Amy Cragg (* 21. Januar 1984 in Long Beach, Kalifornien als Amy Hastings) ist eine US-amerikanische Langstreckenläuferin.

## Leben
Amy Hastings wurde in Long Beach, Kalifornien geboren und besuchte die Leavenworth High School in Leavenworth, Kansas.
2010 nahm sie an den Crosslauf-Weltmeisterschaften in Bydgoszcz teil und belegte dort den 25. Platz und sicherte sich zudem mit dem amerikanischen Team die Bronzemedaille in der Mannschaftswertung. Amy Hasting startete am 20. März 2011 beim Los-Angeles-Marathon 2011 und belegte mit ihrer persönlichen Bestzeit von 2:27:03 h den zweiten Platz hinter Bizunesh Deba und damit zum ersten Mal einen Podestplatz beim Marathonlauf.
Bei den Olympischen Spielen 2012 in London erreichte Amy Hastings im Wettbewerb über die 10.000 Meter mit einer Zeit von 31:10,69 min den elften Platz.
Amy Hasting nahm im August 2013 an den Weltmeisterschaften in Moskau teil und belegte über die 10.000 Meter mit einer Zeit von 32:51,19 min Platz 14.
Am 12. Oktober 2014 verpasste Hastings beim Chicago-Marathon 2014 um nur eine Sekunde den dritten Platz und wurde Vierte.
Im Herbst 2014 heiratete sie den irischen Langstreckenläufer Alistair Cragg und nahm seinen Nachnamen an.
Bei den Olympischen Spielen 2016 in Rio de Janeiro belegte Cragg im Marathonlauf mit einer Zeit von 2:28:25 h den neunten Platz.
2017 startete sie beim Marathonlauf der Weltmeisterschaften 2017 in London und gewann hier mit einer Saisonbestleistung von 2:27:18 h hinter Rose Chelimo und Edna Ngeringwony Kiplagat die Bronzemedaille. Dies war die erste Weltmeisterschaftsmedaille im Marathon für eine US-Amerikanerin seit der Silbermedaille von Marianne Dickerson bei den Weltmeisterschaften 1983 in Helsinki.

## Persönliche Bestleistungen
- 1500 Meter: 4:15,77 min, 21. Juli 2009, Gent
- 3000 Meter: 8:58,21 min, 2. Juni 2012, Eugene, Oregon
- 5000 Meter: 15:14,31 min, 24. Juni 2011, Eugene, Oregon
- 10.000 Meter: 31:10,69 min, 3. August 2012, London
- Halbmarathon: 1:08:27 h, 5. Februar 2017, Marugame
- Marathon: 2:21:42 h, 25. Februar 2018, Tokio